# Leichtathletik-Weltmeisterschaften 2007/Teilnehmer (Österreich)
| Goldmedaillen | Silbermedaillen | Bronzemedaillen |
| ------------- | --------------- | --------------- |
| –             | –               | –               |

Österreich stellte mindestens eine Teilnehmerin und zwei Teilnehmer bei den Leichtathletik-Weltmeisterschaften 2007 in der japanischen Metropole Osaka.

## Ergebnisse

### Männer

#### Laufdisziplinen
| Athlet             | Disziplin        | Vorlauf              | Vorlauf              | Viertelfinale | Viertelfinale | Halbfinale         | Halbfinale         | Finale             | Finale             |
| Athlet             | Disziplin        | Zeit                 | Platz                | Zeit          | Platz         | Zeit               | Platz              | Zeit               | Platz              |
| ------------------ | ---------------- | -------------------- | -------------------- | ------------- | ------------- | ------------------ | ------------------ | ------------------ | ------------------ |
| Clemens Zeller     | 400 m            | 46,06 s              | 41                   |               |               | nicht qualifiziert | nicht qualifiziert | nicht qualifiziert | nicht qualifiziert |
| Günther Weidlinger | 3000 m Hindernis | Rennen nicht beendet | Rennen nicht beendet |               |               |                    |                    | –––                | –––                |

### Frauen

#### Laufdisziplinen
| Athletin    | Disziplin        | Vorlauf      | Vorlauf | Viertelfinale | Viertelfinale | Halbfinale | Halbfinale | Finale             | Finale             |
| Athletin    | Disziplin        | Zeit         | Platz   | Zeit          | Platz         | Zeit       | Platz      | Zeit               | Platz              |
| ----------- | ---------------- | ------------ | ------- | ------------- | ------------- | ---------- | ---------- | ------------------ | ------------------ |
| Andrea Mayr | 3000 m Hindernis | 10:14,22 min | 43      |               |               |            |            | nicht qualifiziert | nicht qualifiziert |